# 謝文苑
謝文苑1966年8月8日，曾任中央警察大學教官，以表演開鎖聞名。自警大退休後，於愛鎖公司擔任董事，販賣鎖具。

## 生平
中央警官學校60期畢業，畢業後服務於警界。後擔任中央警官學校教官，2004年退休。曾在電視節目上教授防盜秘訣，並表演開鎖，被稱為開鎖教官。
2007年，汽車防盜鎖業者何添進在雜誌上刊登廣告，宣稱由他生產的鎖，鋼甲武士防盜鎖，即使是謝文苑也無法破解。謝文苑提起誹謗訴訟，在法庭上，在三分鐘內連續破解何姓業者生產的三種鎖。使得他成為新聞人物。
2012年，新北市「鎖王精品店」老闆余萬全，在雅虎拍賣上發言，認為由他擔任代言的愛鎖（ISO-602）謝教官機車防盜鎖，並不安全。謝文苑對余萬全提起誹謗訴訟，余萬全在偵查庭中，以17秒快速開鎖，獲得檢查官不起訴處份。
2013年2月21日，謝文苑利用火龍果，研發可自動補胎的「天然防釘液」，只要事先將火龍果萃取出來的液體從灌氣處注入輪胎，輪胎就算行進間扎到釘子，防釘液可自動填補破洞，輪胎仍可繼續使用。
2014年5月以汽車防盜鎖、汽車防盜液壓鎖定與火龍果補胎組合代表台灣前往法國巴黎國際發明展獲得兩金一銅殊榮，回台獲苗栗縣政府與總統府接見表揚。